# 大橋洋一 (文学研究者)
大橋 洋一（おおはし よういち、1953年11月12日 - ）は、日本の英文学者、翻訳家。東京大学名誉教授。

## 略歴
名古屋市生まれ。
愛知県立明和高等学校卒業。1976年東京教育大学文学部卒業。
1979年東京大学大学院人文科学研究科修士課程修了、同大学助手、1981年中央大学専任講師、1983年学習院大学文学部専任講師、1985年助教授、1994年教授、1996年東京大学大学院人文社会系研究科助教授、1999年教授。2019年定年退任、名誉教授となる。
2007年から2009年日本英文学会会長。
本来の専攻はシェイクスピア。
筒井康隆の『文学部唯野教授』に材料を提供したとされ、そのモデルとも言われる。研究対象は次第にフェミニズム、ゲイ文学、サイードなど左翼的な方向に移る。イーグルトン『クラリッサの凌辱』の訳者解説では、西部邁による『屋根裏の狂女』の書評が朝日新聞に載ったことを非難し、最近では前英文学会会長の高橋和久が、サイードがいたためにナイポールの評価が遅れたと発言したことを批判している（『文学』2002年11・12月号）。

## 著書
- 『新文学入門 - T・イーグルトン『文学とは何か』を読む』（岩波書店） 1995

### 編著
- 『現代批評理論のすべて』（新書館） 2006
- 『文学理論の名著50』（三原芳秋共編、平凡社） 2025

## 翻訳
- 『メタシアター』（ライオネル・エイベル、高橋康也共訳、朝日出版社） 1980
- 『SF - 稼動する白昼夢』（パトリック・パリンダー、勁草書房） 1985
- 『政治的無意識 - 社会的象徴行為としての物語』（フレドリック・ジェイムソン、木村茂雄, 太田耕人共訳、平凡社） 1989
- 『差異の世界 - 脱構築・ディスクール・女性』（バーバラ・ジョンソン、紀伊國屋書店） 1990
- 『SFの変容 - ある文学ジャンルの詩学と歴史』（ダルコ・スーヴィン、国文社） 1991
- 『現代批評理論 - 22の基本概念』正・続（フランク・レントリッキア, トマス・マクローリン編、篠崎実, 細谷等, 正岡和恵, 利根川真紀共訳、平凡社） 1994 - 2001
- 『ゲイ短編小説集』（オスカー・ワイルドほか、平凡社ライブラリー） 1999
- 『帝国との対決 - イクバール・アフマド発言集』（イクバール・アフマド、大貫隆史, 河野真太郎共訳、太田出版） 2003
- 『ボーヴォワール - 女性知識人の誕生』（トリル・モイ、片山亜紀, 近藤弘幸共訳、平凡社） 2003
- 『博物学のロマンス』（リン・L・メリル、照屋由佳共訳、国文社） 2004
- 『エドワード・サイード』（ビル・シュクロフト, パル・アルワリア、青土社） 2005
- 『クィア短編小説集 : 名づけえぬ欲望の物語』（A・C・ドイル, H・メルヴィルほか監訳、利根川真紀, 磯部哲也, 山田久美子訳、平凡社ライブラリー） 2016
- 『分かれ道 ユダヤ性とシオニズム批判』（ジュディス・バトラー、岸まどか共訳、青土社） 2019

### テリー・イーグルトン
- 『文学とは何か - 現代批評理論への招待』（テリー・イーグルトン、岩波書店） 1985、岩波文庫 上下 2014
- 『批評の政治学 - マルクス主義とポストモダン』（イーグルトン、黒瀬恭子, 岩崎徹共訳、平凡社） 1986
- 『クラリッサの凌辱 - エクリチュール, セクシュアリティー, 階級闘争』（イーグルトン、岩波書店） 1987、岩波モダンクラシックス 1999
- 『批評の機能 - ポストモダンの地平』（イーグルトン、紀伊國屋書店） 1988
- 『イーグルトンのブロンテ三姉妹』（イーグルトン、晶文社） 1990
- 『シェイクスピア - 言語・欲望・貨幣』（イーグルトン、平凡社） 1992、平凡社ライブラリー 2013
- 『イデオロギーとは何か』（イーグルトン、平凡社） 1996、平凡社ライブラリー 1999
- 『反逆の群像 - 批評とは何か』（イーグルトン、小澤英実共訳、青土社）2008
- 『学者と反逆者 - 19世紀アイルランド』（イーグルトン、梶原克教共訳、松柏社） 2008
- 『批評とは何か イーグルトン、すべてを語る』（イーグルトン/聞き手マシュー・ボーモント、青土社） 2012
- 『アメリカ的、イギリス的』（イーグルトン、吉岡範武共訳、河出ブックス） 2014
  - 改題『アメリカ人はどうしてああなのか』河出文庫 2017
- 『文学という出来事』（イーグルトン、平凡社） 2018
- 『文化と神の死』（イーグルトン、畑江里美訳、青土社） 2021
- 『希望とは何か　オプティミズムぬきで語る』（イーグルトン、岩波書店） 2022
- 『悲劇とは何か』（イーグルトン、平凡社） 2025.8

### エドワード・サイード
- 『知識人とは何か』（エドワード・W・サイード、平凡社） 1995、のち平凡社ライブラリー 1998
- 『音楽のエラボレーション』（サイード、みすず書房） 1995
- 『文化と帝国主義』1 - 2（サイード、みすず書房） 1998 - 2001
- 『故国喪失についての省察』1 - 2（サイード、近藤弘幸, 和田唯, 大貫隆史, 貞廣真紀共訳、みすず書房） 2006 - 2009
- 『サイード自身が語るサイード』（サイード, タリク・アリ、紀伊國屋書店） 2006
- 『権力、政治、文化 - エドワード・W・サイード発言集成』上・下（サイード, ゴーリ・ヴィシュワナタン、三浦玲一, 坂野由紀子, 河野真太郎, 田村理香共訳、太田出版） 2007
- 『晩年のスタイル』（サイード、岩波書店） 2007